# ماكسويل بيري
ماكسويل بيري (بالإنجليزية: Maxwell Bury)‏ هو مهندس معماري نيوزيلندي، ولد في 28 يوليو 1825، وتوفي في 9 سبتمبر 1912.